# Diecéze Ardagh
Diecéze Ardagh je římskokatolická diecéze nacházející se v Irsku.

## Území
Zahrnuje převážnou část hrabství Longford a Leitrim, části hrabství Cavan, Offaly, Roscommon, Sligo, Westmeath.
Biskupským sídlem je město Longford, kde se nachází hlavní chrám, katedrála svatého Mela.
Diecéze je také spojena s titulem zaniklé diecéze Clonmacnois.

## Historie
Diecéze odvozuje svůj název od Ardagh, malebné vesnice v hrabství Longford. Z historických pramenů víme, že svatý Patrik založit kostel a klášter v Ardaghu. Patronem diecéze je první žák svatého Patrika svatý Mel z Ardaghu. V prvním tisíciletí byla církev Irska strukturovaná v klášterních komunitách, z nichž každá měla vlastní jurisdikci.
Ve 12. století byla irská církev reformována zřízením diecézí po vzoru kontinentální církevní organizace, která nahradila klášterní uspořádání území typické pro Irsko. Diecéze byla zřízena synodem v Ráth Breasail roku 1111 se jménem Árd Carna. Roku 1152 synod v Kells byly stanoveny její hranice a jméno Ardagh. Stala se sufragánní diecézí arcidiecéze Armagh.
Po protestantské reformaci procházela diecéze Ardagh dlouhým obdobím krize.
Dne 11. srpna 1756 došlo ke spojení titulu s diecézí Clonmacnois.